# Monica Vitti
Monica Vitti est une actrice, scénariste et réalisatrice italienne, née le 3 novembre 1931 à Rome et morte le 2 février 2022 dans la même ville.
Sa voix rauque caractéristique et sa verve l'accompagnent pendant ses quelque quarante années de carrière cinématographique, depuis ses interprétations dramatiques dans la « tétralogie de l'incommunicabilité » de Michelangelo Antonioni (L'avventura, La Nuit, L'Éclipse et Le Désert rouge) qui lui ont valu une renommée internationale, à ceux de rôles populaires (de La Fille au pistolet à Je sais que tu sais) qui la font considérer comme la seule « mattatrice » de la comédie à l'italienne, tenant tête à ses collègues masculins Alberto Sordi, Ugo Tognazzi, Vittorio Gassman, Nino Manfredi et Marcello Mastroianni.
Monica Vitti remporte cinq David di Donatello de la meilleure actrice, sept Globes d'or de la meilleure actrice et un Lion d'or à la Mostra de Venise pour l’ensemble de sa carrière.

## Biographie

### Famille et jeunesse
Monica Vitti naît sous le nom d'état civil de Maria Luisa Ceciarelli à Rome le 3 novembre 1931, d'un père romain, Angelo Ceciarelli, et d'une mère bolonaise, Adele Vittiglia. Elle reprendra les deux premières syllabes du nom de jeune fille de cette dernière pour former son nom de scène. En raison du travail de son père, inspecteur du commerce extérieur, elle passe huit années de son enfance à Messine. Pendant cette période, par plaisanterie, sa famille la surnomme « sette vestìni », en raison de sa frilosité qui la pousse à porter plusieurs couches de vêtements. Sept Jupes, un clin d'œil à son surnom d'enfance, devient ensuite le titre de son premier livre autobiographique, publié en 1993, suivi de Le lit est une rose (1995).
Peu avant le déclenchement de la Seconde Guerre mondiale, la famille s'installe à Naples, dans le quartier résidentiel de Vomero. C'est en 1943, pendant les bombardements, que l'adolescente se découvre une passion pour le théâtre. Elle raconte qu'elle jouait dans les abris antiaériens souterrains, mettant en scène des marionnettes avec son frère Giorgio pour amuser les réfugiés, les distrayant ainsi d'une période très sombre. Leur maison ayant été détruite, la famille part pour Rome. En 1945, Maria Luisa s'initie au théâtre en jouant notamment la pièce de Dario Niccodemi La nemica. Elle ressent des pulsions suicidaires qu'elle combat par son goût du jeu : « J’ai décidé de faire semblant d’être une autre, dira-t-elle. Et de me faire rire autant que possible au théâtre et au cinéma. Dans la vie, c’est une autre histoire. »

### L'entrée à l'Académie et l'adoption de son nom de scène

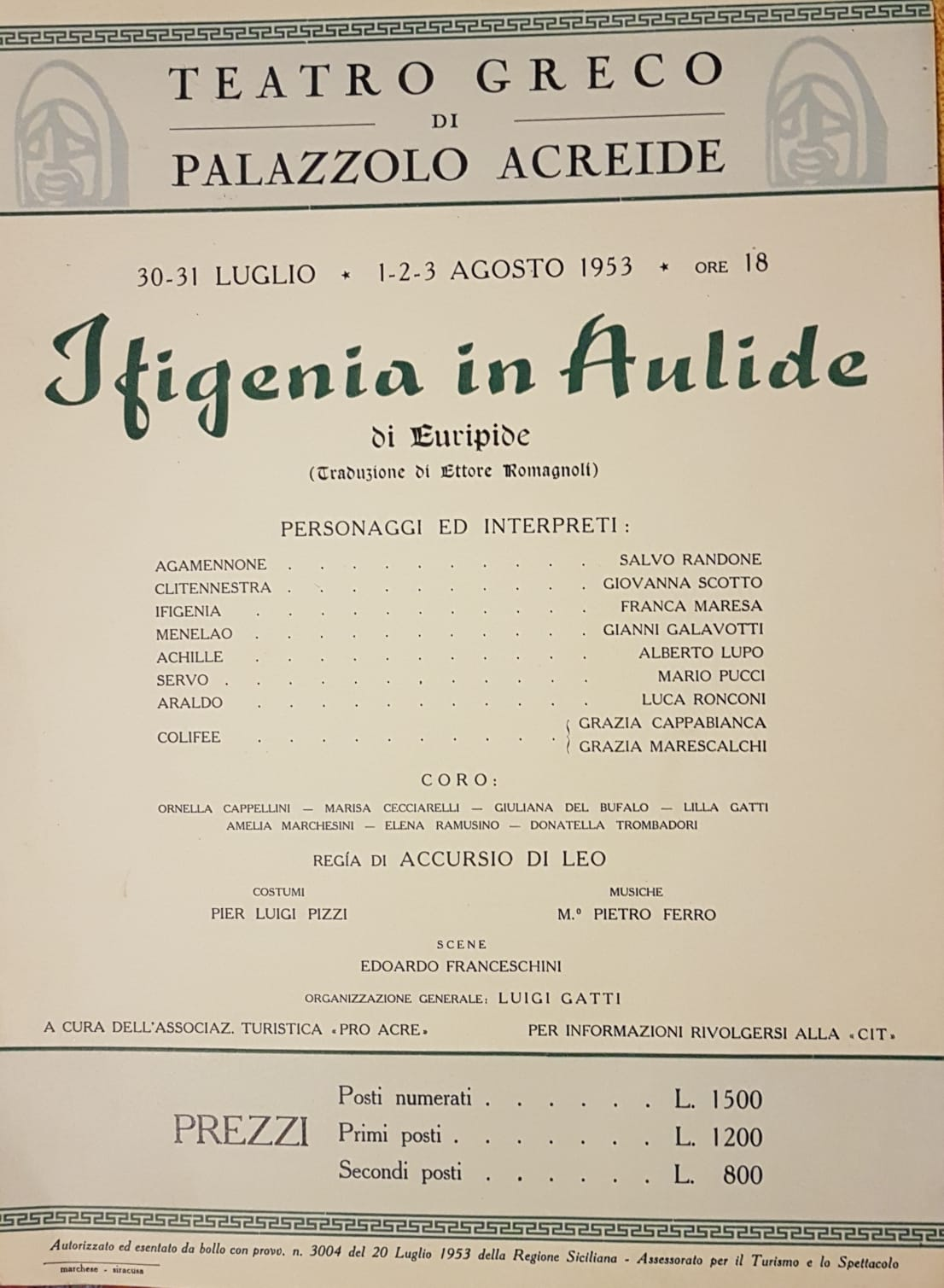
Les débuts de Monica Vitti (1953) au théâtre sous le nom de Marisa Cecciarelli (avec deux « C ») dans Iphigénie à Aulis, mise en scène par.

Après avoir commencé des études de secrétariat pour ne pas contrarier sa famille, Maria Ceciarelli entre à l'Académie nationale d'art dramatique (Accademia d'arte drammatica) de Rome, alors dirigée par son professeur Silvio D'Amico, et se lance dans ce qui sera une brève mais formatrice carrière théâtrale, dans laquelle elle prouve sa polyvalence en jouant Shakespeare et Molière, mais aussi Machiavel, Ionesco ou Brecht. Son expérience aux côtés de Sergio Tofano — son professeur à l'Académie — dans les productions des comédies sur le personnage de Bonaventura, signées par Tofano lui-même sous le pseudonyme de « Sto », lui sera marquante ; elle lui permet de montrer ses talents dans le registre de la comédie, qui caractérisera une grande partie de sa carrière.
Sur les conseils de Tofano, elle prend la décision d'adopter ces années-là un nom de scène. Elle choisit « Monica Vitti », de la première moitié du nom de famille de sa mère, Vittiglia, dont elle était très proche et qu'elle a perdue très jeune. À ce nom de famille, elle associe le prénom « Monica », qu'elle venait de lire dans un livre et qui sonnait mieux selon elle. En 1955, elle fait ses débuts dans le rôle de Mariana dans L'Avare de Molière, mis en scène par Alessandro Fersen (it) au Teatro Olimpico de Vicence. L'année suivante, toujours sur la scène palladienne, elle joue le rôle d'Ophélie dans Hamlet de Riccardo Bacchelli. En 1956, elle joue également dans Bella de Cesare Meano (it) au Teatro del Convegno de Milan, dans une mise en scène d'Enzo Ferrieri (it). À Rome, elle joue dans une série de pièces comiques en un acte au Teatro Arlecchino (aujourd'hui Teatro Flaiano).

### Le cinéma, Antonioni et l'aliénation

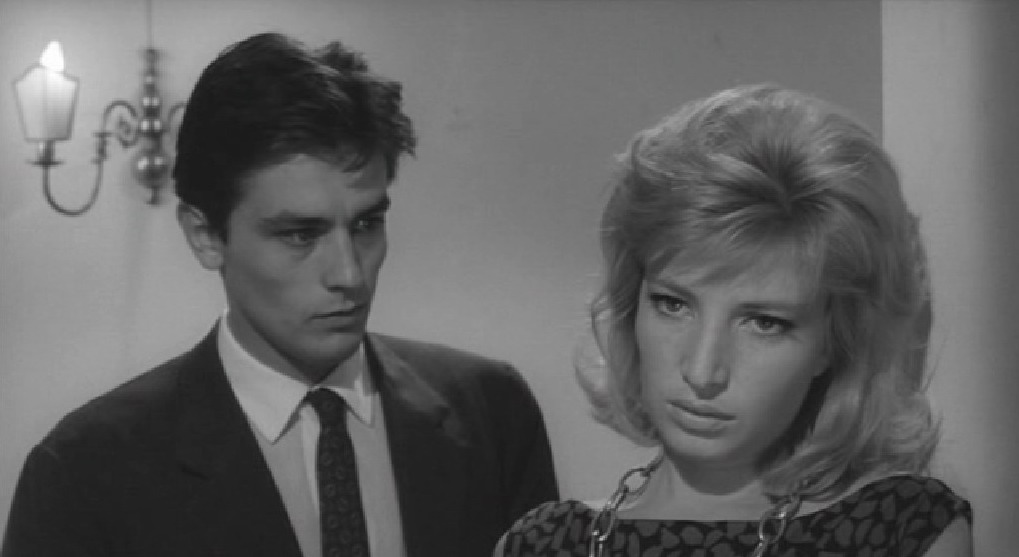
Alain Delon et Monica Vitti dans L'Éclipse (1962).

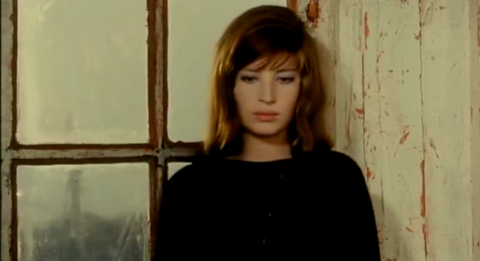
Monica Vitti dans Le Désert rouge (1964).

Monica Vitti fait sa première apparition à l'écran en 1955 dans un film d'Edoardo Anton, Ridere! Ridere! Ridere!, et obtient le prix de la meilleure actrice débutante de l'année.
Après quelques rôles de second plan dans quelques films comiques, Michelangelo Antonioni la repère dans une pièce de Georges Feydeau et lui demande de doubler la comédienne Dorian Gray sur son film Le Cri. Ils entament alors une relation artistique et sentimentale. Le réalisateur en fait sa muse et elle devient la vedette des quatre films formant la « tétralogie de l'incommunicabilité ». Elle incarne la tourmentée Claudia dans L'avventura (1960) — qui sera huée à Cannes mais récompensé par le jury —, la tentatrice Valentina dans La Nuit (1961), la mystérieuse et mécontente Vittoria dans L'Éclipse (1962) et la névrosée Giuliana dans Le Désert rouge (1964).

### Doublage
Monica Vitti a travaillé, bien qu'occasionnellement, comme doubleuse : elle a donné la voix au personnage d'Ascenza dans le film Accattone (1961) de Pier Paolo Pasolini ; à Rossana Rory dans Le Pigeon de Mario Monicelli et à Dorian Gray dans le film Le Cri d'Antonioni ; elle est également la voix italienne de Dalila (Daphne) du film américain Allô maman, c'est Noël (1993), remplaçant la voix de Diane Keaton dans la version originale, ainsi que Renato Pozzetto, voix du chien Scag, originellement interprétée par Danny DeVito. Elle a été doublée à son tour par Vittoria Febbi dans La Pacifiste (1970) de Miklós Jancsó, bien qu'il existe une version du même film dans laquelle Vitti se double elle-même.

### Comédies à l'italienne

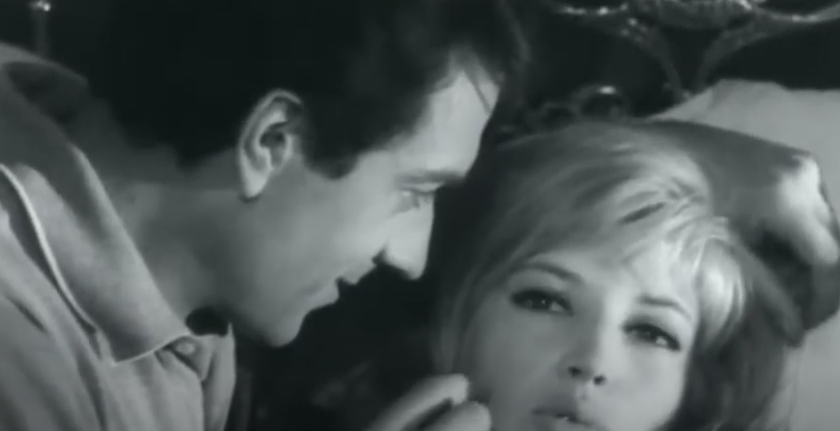
Jean-Pierre Cassel et Monica Vitti dans Haute Infidélité (1964), épisode La Sospirosa mis en scène par Luciano Salce.

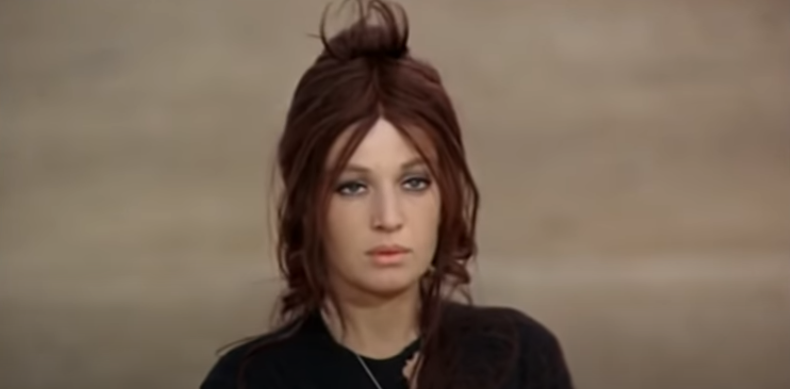
Monica Vitti dans La Fille au pistolet (1968).

C'est Mario Monicelli, sur la suggestion du producteur Fausto Saraceni, qui fait connaître au grand public sa verve d'actrice comique en la dirigeant dans la comédie La Fille au pistolet (1968), dans laquelle elle joue le rôle d'Assunta Patanè, une jeune Sicilienne qui poursuit l'homme qui l'a « déshonorée » (Carlo Giuffré) jusqu'en Écosse dans l'intention de se venger. Le film est un grand succès et contribue largement à redéfinir la carrière de l'actrice romaine.
Ce changement significatif et définitif de l'image cinématographique de Vitti a été quelque peu anticipé en 1964 par le film La Soucoupe volante de Tinto Brass et en 1966 par le film de production britannique Modesty Blaise de Joseph Losey, et par d'autres comédies italiennes de 1967, dont Ti ho sposato per allegria de Luciano Salce et La Ceinture de chasteté de Pasquale Festa Campanile, dans lesquelles elle a pour partenaire respectivement Giorgio Albertazzi et Tony Curtis. En 1966, elle refuse un rôle dans Grand Prix de John Frankenheimer, où elle devait figurer parmi une distribution internationale composée d'Yves Montand, James Garner et Toshirō Mifune.
En mai 1968, elle est nommée présidente du jury du 21e Festival de Cannes, mais les manifestations françaises de mai perturbent le festival. Vitti démissionne alors de son poste à l'instar de Louis Malle, Roman Polanski et Terence Young. En conséquence, aucun prix du film ne sera officiellement décerné.

### Années 1970: internationalisation

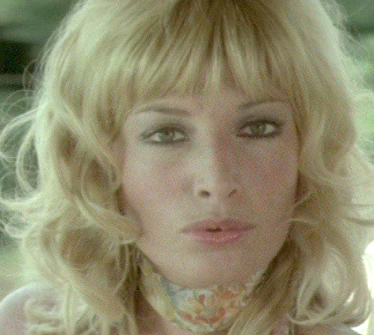
Monica Vitti dans Le Canard à l'orange (1975).

Après avoir vu sa renommée confirmée par des films comme Drame de la jalousie d'Ettore Scola (1970), Les ordres sont les ordres de Franco Giraldi (1972) et La Tosca de Luigi Magni (1973), Monica Vitti va jouer dans de nombreux films dans la veine de la comédie à l'italienne au cours des années 1970. Son expérience aux côtés d'Alberto Sordi dans les films qu'il a réalisés sera celle qui la rapprochera le plus du grand public populaire.
Entre-temps, de nombreux réalisateurs prestigieux à l'étranger souhaitent également la voir sur leurs plateaux. Outre Miklós Jancsó, elle a joué pour Jean Valère dans La Femme écarlate (1969), Luis Buñuel dans Le Fantôme de la liberté (1974) et André Cayatte dans La Raison d'État (1978). En 1974, elle se produit également avec Raffaella Carrà et Mina dans l'émission de variétés télévisée Milleluci, en chantant avec elles Bellezze al bagno et en mettant en scène une chorégraphie insolite de baignade. Au cours de cette émission, elle fait de multiples clins d'œil à son film à succès Nini Tirebouchon (1970) de Marcello Fondato. En 1978, elle joue également pour la télévision dans la comédie Il cilindro d'Eduardo De Filippo. En 1979, elle joue dans la comédie Un scandale presque parfait de Michael Ritchie, ce qui sera son dernier film produit à l'étranger.

### Années 1980 et 1990: passage à la réalisation
Dans les années 1980, Vitti tourne un dernier film pour son ex-compagnon Antonioni, Le Mystère d'Oberwald (1980) et elle collabore à nouveau avec Alberto Sordi dans la comédie Je sais que tu sais (1982). En 1981, elle donne la réplique à Vittorio Gassman dans Chambre d'hôtel de Mario Monicelli. Elle reçoit le prix de l'interprétation féminine à la Berlinale 1984 pour Flirt, le premier long-métrage de Roberto Russo ; sa collaboration avec Russo, son futur mari, se poursuit avec Francesca è mia (1986) : ces deux films ont également été scénarisés par Vitti elle-même. Pendant cette période, elle joue au théâtre dans La strana coppia (1987) et Prima pagina (1988). En juin 1984, elle participe à la garde d'honneur des funérailles du secrétaire du Parti communiste italien Enrico Berlinguer, aux côtés d'autres représentants du cinéma italien tels que Federico Fellini et Marcello Mastroianni.

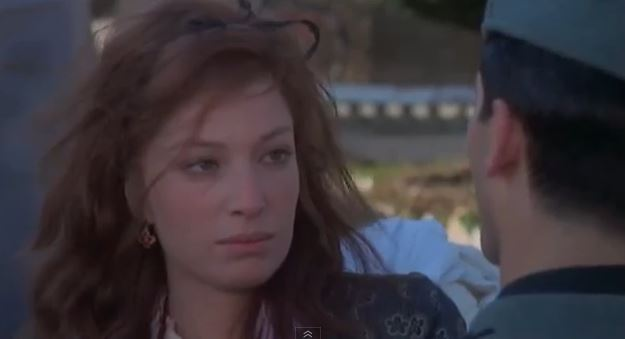
Dans Teresa la voleuse (1973).

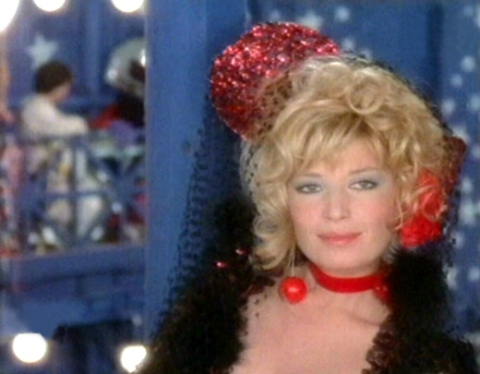
Dans Histoire d'aimer (1975).

En 1988, le quotidien français Le Monde annonce en Une par erreur la nouvelle de sa mort « survenue par suicide aux barbituriques ». La fausse information sera démentie un jour plus tard par un autre article intitulé « La fausse mort de Monica Vitti ». L'actrice a simplement démenti la nouvelle avec humour, remerciant les responsables de la gaffe d'avoir finalement accepté de la laisser vivre un peu plus longtemps. La même année, elle joue avec Orazio Orlando dans le clip vidéo Ma chi è quello lì, une chanson interprétée par Mina, tirée de l'album Rane supreme, et composée par Pino D'Angiò.
Dans certains de ses films des années 1960 et 1970, une chanteuse encore inconnue, Fiorella Mannoia, issue d'une famille de cascadeurs, lui servait de cascadeuse.
En 1990, elle s'essaie à la réalisation avec Scandale secret, où elle joue le rôle principal au côté d'Elliott Gould, celui d'une femme ayant reçu comme cadeau une caméra vidéo s’en sert pour tenir un journal intime. Le film est sélectionné au festival de Cannes dans la section « Un certain regard ». Elle joue en 1992 dans la mini-série télévisée Ma tu mi vuoi bene ? aux côtés de Johnny Dorelli : ce sont ses deux dernières prestations. À la Mostra de Venise 1995, elle reçoit le Lion d'or pour l'ensemble de la carrière.
En 1994, elle refuse la proposition de Patrice Chéreau d’incarner Catherine de Médicis dans La Reine Margot, un personnage finalement interprété par Virna Lisi.
Elle a été à deux reprises membre du jury des longs métrages lors du Festival de Cannes, en 1968 et en 1974.

### Dernières apparitions et retrait de la vie publique

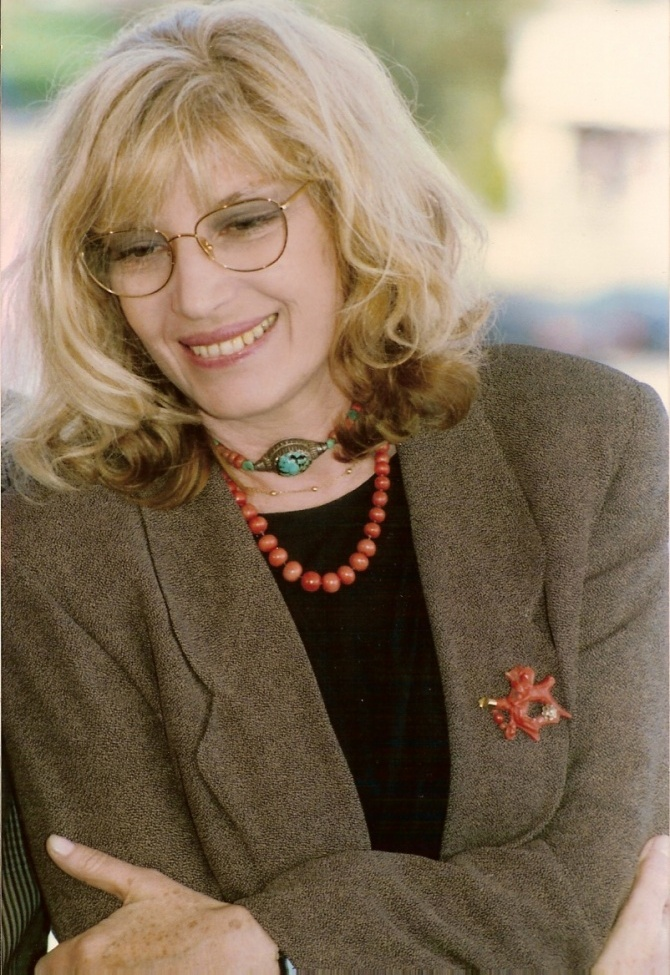
Monica Vitti en 1990.

Le 15 juin 2000, Monica Vitti participe aux célébrations du 80e anniversaire d'Alberto Sordi, tandis que le 24 juin, avec d'autres collègues, elle consacre la scénariste Suso Cecchi D'Amico par la remise d'un Globe d'or à Cinecittà. En décembre 2000, elle célèbre le jubilé dans la basilique Saint-Pierre du Vatican, en compagnie de nombreuses personnalités du monde du spectacle. En avril 2001, elle est reçue au palais du Quirinal avec les lauréats du prix David di Donatello. Le même mois, elle assiste à la convention de la coalition politique de centre gauche L'Olivier avec son mari Roberto Russo.
Déjà éloignée du monde du cinéma depuis un certain temps et avant de se retirer définitivement de la vie publique en raison de son état de santé,,, elle fait une dernière apparition publique en mars 2002, lors de la première italienne de la comédie musicale Notre-Dame de Paris au GranTeatro (it) de Rome. Elle donne sa dernière interview au même moment. Elle est immortalisée par les photographes pour la dernière fois, d'abord dans les rues de Rome, puis à Sabaudia, en compagnie de son mari.
Le 6 novembre 2003, elle est admise à l'hôpital Fatebenefratelli pour une fracture du fémur.
Lors de la sixième édition du Festival du film de Rome, en octobre 2011, une exposition lui est consacrée, au cours de laquelle est présenté le volume La dolce Vitti, conçu et produit par Cinecittà Luce et édité par Stefano Stefanutto Rosa.
En 2016, son mari Roberto Russo rompt le silence, déclarant fausses les rumeurs qui circulent sur la prétendue hospitalisation de l'actrice dans une clinique suisse, et confirme qu'elle vit dans la maison de Rome où elle a toujours vécu, soignée par lui-même et une aide soignante. Il réitère cette déclaration en 2020, à l'occasion du 89e anniversaire de l'actrice.
En 2021, à l'occasion de son 90e anniversaire, un documentaire Vitti d'arte, Vitti d'amore lui est consacré. Réalisé par Fabrizio Corallo et produit par la Rai, il est présenté en avant-première au Festival du film de Rome 2021, puis diffusé sur Rai 3 le 5 novembre 2021.
En outre, pour la même occasion, une photographie d'elle prise pendant le tournage de Drame de la jalousie est projetée sur les façades extérieures et intérieures d'instituts et d'institutions culturelles italiennes, sur les quatre continents, en signe de reconnaissance et d'hommage pour sa brillante carrière. Cet événement a été conçu par le petit-fils du premier propriétaire du bâtiment La Casa Papanice (it), qui symbolisait l'architecture italienne postmoderne et le cinéma des années 1960 et 1970, notamment dans le film d'Ettore Scola Drame de la jalousie.

### Mort
Monica Vitti meurt à son domicile de Rome le 2 février 2022, à l'âge de 90 ans, des suites de la maladie à corps de Lewy dont elle souffrait depuis 2002. Le 4 février, la chambre funéraire est mise en place au Capitole ; le lendemain, les funérailles religieuses sont célébrées dans la basilique Santa Maria in Montesanto sur la Piazza del Popolo, retransmises en direct sur Rai 1, en présence de personnalités de la politique et du cinéma. Monica Vitti est ensuite inhumée au cimetière communal monumental de Campo Verano de Rome,,,,.

### Vie privée
Monica Vitti a eu trois longues et importantes histoires d'amour : la première, avec le réalisateur Michelangelo Antonioni de 1957 à 1967 ; puis avec le chef opérateur Carlo Di Palma ; enfin avec le photographe de plateau et réalisateur Roberto Russo, qu'elle épouse civilement au Capitole le 28 septembre 2000 après dix-sept ans de vie commune et qui restera à ses côtés jusqu'à sa mort.

## Filmographie

### Années 1950-1960
- 1954 : Ridere! Ridere! Ridere! d'Edoardo Anton : Teresa Bit
- 1955 : Adriana Lecouvreur de Guido Salvini
- 1956 : Una pelliccia di visone de Glauco Pellegrini : Luisa Panetti
- 1958 : Le dritte de Mario Amendola : Ofelia Granelli
- 1960 : L'avventura de Michelangelo Antonioni : Claudia
- 1961 : La Nuit (La notte) de Michelangelo Antonioni : Valentina Gherardini
- 1962 : L'Éclipse (L'eclisse) de Michelangelo Antonioni : Vittoria
- 1962 : Les Quatre vérités (sketch Les Deux Pigeons) de René Clair : Madeleine
- 1963 : Château en Suède, de Roger Vadim : Eleanore
- 1963 : Dragées au poivre, de Jacques Baratier : Elle
- 1964 : Les Poupées (Le bambole), de Franco Rossi : Giovanna (sketch La Soupe)
- 1964 : Le Désert rouge (Il deserto rosso) de Michelangelo Antonioni : Giuliana
- 1964 : La Soucoupe volante (Il disco volante) de Tinto Brass : Dolores
- 1964 : Haute Infidélité, segment La sospirosa, de Luciano Salce : Gloria
- 1966 : Les Ogresses (Le fate), segment Fata Sabina, de Luciano Salce : Sabina
- 1966 : Modesty Blaise de Joseph Losey : Modesty Blaise
- 1967 : Tue-moi vite, j'ai froid (Fai in fretta ad uccidermi... ho freddo!) de Francesco Maselli : Giovanna
- 1967 : Ti ho sposato per allegria de Luciano Salce : Giuliana
- 1967 : La Ceinture de chasteté (La cintura di castità) de Pasquale Festa Campanile : Boccadoro
- 1968 : La Fille au pistolet (La ragazza con la pistola) de Mario Monicelli : Assunta
- 1969 : La Femme écarlate de Jean Valère : Eva
- 1969 : Amore mio aiutami d'Alberto Sordi : Raffaella

### Années 1970
- 1970 : Drôles de couples (Le coppie), film à sketches :
  - Segment Il leone de Vittorio De Sica : Giulia
  - Segment Il frigorifero de Mario Monicelli : Adele
- 1970 : Drame de la jalousie (Dramma della Gelosia- tutti i particolari in cronaca) d'Ettore Scola : Adelaide
- 1970 : Nini Tirebouchon (Nini Tirabuscio, la donna che invento la mossa) de Marcello Fondato
- 1970 : La Pacifiste de Miklós Jancsó : Barbara
- 1970 : Super Témoin (La supertestimone) de Franco Giraldi
- 1971 :  Moi, la femme (Noi donne siamo fatte così) de Dino Risi : Zoe / Annunziata / Teresa / Alberta / Eliana / Katherine / Erika / Palmira / Agata / Laura / Fulvia
- 1973 : Teresa la voleuse (Teresa la ladra) de Carlo Di Palma : Teresa
- 1973 : La Tosca de Luigi Magni : Floria Tosca
- 1973 : Poussière d'étoiles (Polvere di stelle) d'Alberto Sordi : Dea Dani
- 1974 : Le Fantôme de la liberté de Luis Buñuel : Mme Foucaud
- 1974 : Les ordres sont les ordres (Gli ordini sono ordini) de Franco Giraldi : Giorgia
- 1975 : Une blonde, une brune et une moto (Qui comincia l'avventura) de Carlo Di Palma : Miele
- 1975 : Histoire d'aimer (A mezzanotte va la ronda del piacere) de Marcello Fondato : Tina Candela
- 1975 : Le Canard à l'orange (L'anatra all'arancia) de Luciano Salce : Liza
- 1976 : Gardez-le pour vous (Basta che non si sappia in giro) de Luigi Comencini, Nanni Loy, Luigi Magni : Armanda
- 1977 : L'altra metà del cielo de Franco Rossi : Susanna Maccaluso
- 1977 : Mimi Bluette (Mimì Bluette... fiore del mio giardino) de Carlo Di Palma : Mimi Bluette
- 1978 : La Raison d'État d'André Cayatte : Angela Ravelli
- 1978 : Per vivere meglio, divertitevi con noi de Flavio Mogherini
- 1978 : Un scandale presque parfait (An Almost Perfect Affair) de Michael Ritchie : Maria Barone
- 1979 : Les Monstresses (Letti selvaggi) de Luigi Zampa : Maria
- 1979 : Mes amours (Amori miei) de Steno

### Années 1980
- 1980 : Le Mystère d'Oberwald (Il mistero di Oberwald) de Michelangelo Antonioni : la reine
- 1980 : Non ti conosco più amore de Sergio Corbucci : Luisa
- 1981 : Le Tango de la jalousie (Il tango della gelosia) de Steno
- 1981 : Chambre d'hôtel (Camera d'albergo) de Mario Monicelli : Flaminia
- 1982 : Je sais que tu sais (Io so che tu sai che io so) d'Alberto Sordi : Livia Bonetti
- 1982 : Scusa se è poco de Marco Vicario : Renata Adorni / Grazia Siriani
- 1983 : Flirt de Roberto Russo : Laura - également co-scénariste
- 1986 : Francesca è mia de Roberto Russo : Francesca - également co-scénariste et productrice
- 1989 : Scandale secret (Scandalo segreto) : Margherita - également scénariste et réalisatrice

## Récompenses et distinctions

### Récompenses
- Ruban d'argent 1962 : meilleure actrice dans un second rôle pour La Nuit (La notte)

- David di Donatello 1963 : plaque d'or pour Les Quatre Vérités (Las cuatro verdades)

- Festival international du film de Saint-Sébastien 1968 : : meilleure actrice pour La Fille au pistolet (La ragazza con la pistola)

- Ruban d'argent 1969 : meilleure actrice pour La Fille au pistolet (La ragazza con la pistola)
- David di Donatello 1969 : meilleure actrice pour La Fille au pistolet

- David di Donatello 1971 : meilleure actrice pour Nini Tirebouchon

- David di Donatello 1974 : meilleure actrice pour Poussière d'étoiles (Polvere di stelle)

- David di Donatello 1976 : meilleure actrice pour Le Canard à l'orange (L'anatra all'arancia)
- Ruban d'argent 1976 : meilleure actrice pour Le Canard à l'orange

- David di Donatello 1979 : meilleure actrice pour Mes amours

- Berlinale 1984 : Ours d'argent de la contribution spéciale pour Flirt

- Mostra de Venise 1995 : Lion d'or pour l'ensemble de sa carrière

### Nominations
- BAFA 1961 : Meilleure actrice étrangère pour L'avventura

### Décorations
- Commandeur de l'ordre des Arts et des Lettres (1995)[30].

## Publications
- 1993 : Sept Jupes[8] (Sette sottane)
- 1995 : Le lit est une rose[8] (Il letto è una rosa) — recueil de souvenirs, pensées, poèmes
- 2024 : Mémoires, trad. fr. Florence Rigollet, Paris, Séguier, 288 p.  (ISBN 978-2840499671)